# 柴爾茲 (紐約州)
柴爾茲（英語：Childs）是位於美國紐約州奧爾良縣的非建制地區。

## 歷史
柴爾茲的郵局於1897年設立，其後於1902年停運。

## 地理
柴爾茲所處的海拔為高於海平面128米（即420英呎），而該地所採用的時區為UTC-5，即北美东部时区（EST）。同時該地設有夏令時間，為UTC-5調快一小時，即UTC-4（EDT）。